# Dana van Dreven
Dana van Dreven (* 8. června 1974 Amsterdam), známa jako DJ Lady Dana, je nizozemská hardstyle DJka.
Van Dreden se narodila v Amsterodamu. Hrát začala v roce 1993, a i když původně neměla vůbec v plánu stát se DJkou, dneska je nejpopulárnější DJkou na holandské hard dance scéně. Často je nazývána „královnou harddance“[zdroj?] a její nejvíce hodnocený spot se dostal ve Velké Británii do Mixmag top 100, do kterého vstoupila na 55. místě.

## Alba (sólo)
- 2002 ID&T Presents Dana
- 2004 Dj Dana
- 2006 Just Dana